# Billaea kolomyetzi
Billaea kolomyetzi är en tvåvingeart som beskrevs av Louis-Paul Mesnil 1970. Billaea kolomyetzi ingår i släktet Billaea och familjen parasitflugor. Arten har ej påträffats i Sverige. Inga underarter finns listade i Catalogue of Life.